# Castlevania: Dawn of Sorrow
Castlevania: Dawn of Sorrow – pierwsza gra z serii Castlevania, która ukazała się na konsolę Nintendo DS. Jej fabuła jest kontynuacją tytułu dedykowanemu Gameboy Advance – Castlevania: Aria of Sorrow. Gra została wydana przez koncern Konami. Rozgrywka rozpoczyna się w roku 2036, tuż po unicestwieniu nikczemnego hrabiego Draculi przez głównego bohatera – Somę. Z czasem dowiadujemy się, że wierni słudzy obmyślili misterny plan przywrócenia do życia okrutnego, mrocznego władcy.